# 사회주의노동자당 (영국)
사회주의 노동자당(Socialist Workers Party, SWP)는 영국의 트로츠키주의 정당 으로, 국제 사회주의자 경향에 속한 정당이다.
이들은 스스로 트로츠키주의의 전통에 입각해 있다고 주장하고 있으나 일반적로는 수정 트로츠키주의에 더 가깝다고 평가된다. 또한 이들은 과거 트로츠키주의자들이 그랬던 것처럼 중도좌파 정당인 영국 노동당에 입당하여 하나의 정파를 형성했으나 정치적인 물의를 일으켜 영국 노동당에서 퇴출되었고 현재는 영국 노동당이 더 이상 좌파 정당이 아니라며, 자신들이야말로 영국 내의 최대의 좌파 정당이라고 주장하고 있다. 

## 논란

### 성폭력 사건 은폐
2013년 사회주의 노동자당 지도부 위원이 청소년 당원들을 상대로 성폭력을 저질러 논란을 빚었다. 그러나 정작 사회주의 노동자당 지도부는 성폭력 사건에 대한 그 어떠한 책임도 지지 않았으며, 오히려 성폭력 사건을 은폐하고 피해를 호소한 당원들을 제명하였다. 이에 영국의 유력 일간지인 가디언은 사회주의 노동자당을 영국 역사상 가장 악랄하고 파렴치한 집단이라 비판하였다.